# 哈尔滨之夏音乐会
哈尔滨之夏音乐会（Harbin Summer Music Concert，简称哈夏）是一个全国性的音乐节。每两年夏天的8月6日在哈尔滨开幕，为期10-11天。期间举行多场晚会、音乐会、音乐比赛和各种有群众参与的音乐活动。参加演出的艺术家来自于世界各地。

## 历史
1958年8月：举办“哈尔滨之夏”音乐活动月，它是哈尔滨之夏音乐会的前身。
1961年8月5日：第一届哈尔滨之夏音乐会在哈尔滨青年宫开幕，此后每年一届。
1961年—1966年：连续举办6届。
文化大革命期间停办。
1979年—1994年：举办七—二十二届。22届开始改为两年一届。
1996年—2006年：二十三—二十八届。
2008年：第二十九届将于2008年8月6日举行。